# Cincloramphus cruralis
La yerbera parda (Cincloramphus cruralis) es una especie de ave paseriforme de la familia Locustellidae endémica de Australia. Esta especie presenta un notable dimorfismo sexual, uno de los más pronunciados en tamaño entre las aves. La hembra es parduzca en las partes superiores y más clara por debajo, y los machos son mucho más grandes y de un color pardo más oscuro.

## Taxonomía
La yerbera parda fue descrita en 1827 por Nicholas Aylward Vigors y Thomas Horsfield como Megalurus cruralis. John Gould la ubicó en el género Cincloramphus en 1843, describéndola como C. cantatoris.
Sin embargo el nombre de la especie del primer taxónomo tiene prioridad sobre los posteriores. 
Como muchas especies estuvo clasificada en la familia Sylviidae, pero los estudios genéticos que este amplio grupo no tenía un origen común por lo que se escindió en varias familias de nueva creación, y la yerbera parda fue situada en la familia Locustellidae, volviendo a clasificarse en el género Megalurus.
El nombre específico, cruralis, procede de la palabra latina crur- «pata, espinilla».

## Descripción
Los machos de yerbera parda miden entre 23–25 cm de largo, frente a los 18–19 cm de las hembras, y pesan 2,3 veces más. En general son aves de plumaje pardo oscuro con veteado claro y listas superciliares también claras. Las partes inferiores de las hebras son blanquecino anteadas, mientras que en las de los machos son de un color pardo. Los machos en plumaje reproductivo las pueden tener de color canela. Los ojos y el pico son negros, y las patas grises. Los juveniles son de menor tamaño y más claros, y con los picos rosado paduzcos. Su llamado se describe como alto y chirriante. El macho es el que canta principalmente, y lo realiza desde posaderos o cuando alza el vuelo sobre su territorio reproductivo.

## Distribución y hábitat
Este pájaro se extiende por casi toda Australia, excepto por las zonas del extremo norte y Tasmania. Su población es especialmente densa en las regiores meridionales de país. Prefiere los pastizales y matorrales abiertos, donde se alimenta de semillas e insectos. La especie es muy nómada. La fluctuación de la población local depende de las precipitaciones, y las yerberas suelen abandonar las zonas afectadas por la sequía.
La yerbera parda se extiende por un amplio área de distribución, y aunque no se ha cuantificado el tamaño de la población se considera abundante. Por lo que IUCN los clasifica como Especie bajo preocupación menor.

## Reproducción
Anida entre agosto y diciembre. Su nido tiene forma de cuenco profundo y está hecho de hierba, bien escondido entre los matorrales o la hierba alta. Generalmente realizan una puesta por temporada de cría, que consta de entre 2 y 5 huevos de color rosado con motas pardo rojizas, con un tamaño medio de 23 mm x 17 mm. Las hembras se encargan principalmente de la incubación y cuidado de los pollos. Los zorros y las serpientes expolian sus nidos.

### Dimorfismo sexual
Los machos suelen ser polígamos y compiten por las parejas, lo que dio pie a la marcada diferencia de tamaño. Prefieren los terrenos abiertos que tienen mucha visibilidad. Esto permite a los macos defender mejor sus grandes territorios y ayudar a varias hembras nidificantes.
Las investigaciones han mostrado una interesante del dimorfismo de la especie. Aunque los machos son de mayor tamaño que las hembras, éstas nacen de huevos más grandes y al principio son más pesadas que sus hermanos. Esto puede proporcionarles una ventaja competitiva inicial. Especialmente en periodos de poca disponibilidad de alimento, la mayor reserva de nutrientes de los polluelos hembras puede inclinar la proporción entre sexos hacia ellas, que son «más económicas». Tres semanas después de la eclosión los machos son significativamente más pesados. Al cabo de diez los polluelos machos son casi un 50% más pesados que sus hermanas. Por ello los polluelos macho reciben una mayor cantidad y calidad de las presas de sus padres. Los machos reciben más arañas que sus hermanas, que les proporcionan ciertos aminoácidos esenciales para el crecimiento y desarrollo. Las hembras reciben más saltamontes que arañas, que contienen más quitina (un carbohidrato del exoesqueleto que no se digiere). Los estudios muestran que cuando crían solo polluelos machos el gasto de las hembras se incrementa en un 27%. El favoritismo mostrado hacia los polluelos machos se debe a la importancia diferencial que implica el tamaño del macho en su éxito reproductivo, que asegura a los genes de sus progenitores mayor presencia en las generaciones futuras.